# Hier sind die Onkelz
Hier sind die Onkelz는 독일 하드록 밴드 뵈제 옹켈츠의 정규12 집이다. 1995년 9월 25일에 메이저 음반사 버진 레코드으로 이적한 후 처음으로 발매한 앨범이다. 
당시 ‘’버진 레코드’’와 옹켈츠의 음반계약은 언론에서 논란이 되었다.
음악전문지 메탈 해머와 록 하드 이 앨범의 완성도에 대해서 높은 평가를 내렸다.

## 앨범 제작 배경
밴드는 전작과 마찬가지로 본 앨범에서도 음악적으로 한층 더 발전된 모습을 보여주는데, 이는 보컬 케빈 러셀 이 마약을 완벽하게 끊고 녹음한 최초의 앨범이라는 것에 기인한다. 그의 보컬 퍼포먼스는 이전 앨범들 보다 훨씬 더 좋아졌다.

## 수록곡
| #  | 곡목                                   | 러닝타임 |
| -- | -------------------------------------- | -------- |
| 1  | Hier sind die Onkelz                   | 4:37     |
| 2  | Finde die Wahrheit                     | 4:03     |
| 3  | Danke für nichts                       | 3:39     |
| 4  | Nichts ist für immer da                | 3:49     |
| 5  | Nichts ist für immer da                | 5:27     |
| 6  | Wer nichts wagt, kann nichts verlieren | 3:42     |
| 7  | Ich mache, was ich will                | 5:53     |
| 8  | Du kannst alles haben                  | 3:46     |
| 9  | Viel zu jung                           | 3:58     |
| 10 | Das Problem bist du                    | 3:58     |
| 11 | Lasst es uns tun                       | 3:15     |
| 12 | H                                      | 3:00     |

## 음반차트에서의 성공과 싱글앨범
이 앨범은 판매보이콧에도 불구하고 WOM (World of Music)과 메디아마르크트에서 최고 순위인 5위를 기록하기 전까지 2주 동안 독일 앨범차트 6위, 41일주 연속으로 21위에 머무르는 기염을 토한다. 
이 앨범은 총 27주간 차트 상위권을 지켰다.
Finde die Wahrheit가 싱글커트되었다. 싱글앨범에는 Benutz' mich와 Weiß가 수록되어있다. 위 두곡은 정규앨범에는 수록되어 있지 않다. 이 앨범은 독일 차트에 진입하지는 못했다.

## 음반판매량과 수상경력
1996년 25만장 이상 판매고를 기록한 밴드에게 수여하는 골든 디스크를 받는다. 1998년 오스트리아에서는 1만 장 이상을 판매하며 골든 디스크를 수상했다.